# Брио, Франсуа (художник)
Франсуа Брио (фр. François Briot; 1550, Дамблен, Вогезы — 1616, Монбельяр) — художник французского Ренессанса, ювелир, гравёр, медальер и мастер изделий из олова.

## Семья художников Брио
Франсуа Брио был родоначальником большой семьи художников и мастеров-ювелиров. Его брат Дидье Брио Второй (1552—1635) был медальером, гравёром, мастером силуэтных портретов, резчиком гемм и печатей. Работал в Германии, с 1601 года — во Франции, в Париже. Сын Дидье и племянник Франсуа — Николя Брио (ок. 1579—1646) — медальер, в 1625 году уехал в Англию, где в 1633 году стал гравёром Монетного двора Карла I. Он также был издателем гравюр, в том числе двух коллекций костюмов, созданных Жаном де Сен-Иньи, которые оказались ценным источником знаний о вкусах того времени. В 1644 году вернулся во Францию. Среди его английских учеников был Томас Роулинс (1620—1670), придворный медальер короля Карла I, а также известный драматург, и Томас Саймон (1618—1665), медальер и резчик по твёрдому камню.

## Творчество Франсуа Брио
Франсуа Брио работал в Лотарингии, с 1585 года — при дворе герцога Фридриха I Вюртембергского. Его произведения отличаются сложным фигуративным декором с изображением мифологических персонажей и аллегорических фигур. Воздействие искусства Брио находят в произведениях мастеров-златокузнецов, чеканщиков и гравёров Страсбурга и Нюрнберга. По моделям Брио работали многие немецкие мастера: И. Фауст, М. Хорхаймер, К. Эндерлайн.
- Последователь Бернара Палисси по оригиналу из олова Франсуа Брио. Ок. 1600 г. Фаянс, роспись. Метрополитен-музей, Нью-Йорк
- Ф. Брио. Кувшин с фигурами Веры, Надежды и Милосердия. Олово. Метрополитен-музей, Нью-Йорк
- Ф. Брио. Тарель с аллегорической фигурой Умеренности. Олово. Метрополитен-музей, Нью-Йорк
- Ф. Брио. Плакета с фигурой Марса. Ок. 1610 г. Бронза. Метрополитен-музей, Нью-Йорк